# Сант'Антонио (Гросето)
Сант'Антонио (итал. Sant'Antonio) је насеље у Италији у округу Гросето, региону Тоскана.
Према процени из 2011. у насељу је живело 59 становника. Насеље се налази на надморској висини од 39 м.